# دسيموس جونيوس بروتوس ألبينوس
 دسيموس جونيوس بروتوس ألبينوس ، وهو سياسي من الإمبراطورية الرومانية وأحد قادة يوليوس قيصر.

## الشباب
دسيموس بروتوس، والأسرة بروتوس ولد في سنة 85 ق م. وكان أحد المقربين من قيصر. فقد نشأ بصحبة بوبليوس كلوديوس بولشار ومارك انطوان. والدته كانت سامبدوريا توديطاني زوجة  دسيموس جونيوس بروتوس الذي كان القنصل في 77 ق.م. وقد تم تبنيه من طرف بوستوميوس أولوس أبينوس (القنصل)، ولكن احتفظ باسمه، مع إضافة كنية مع اسمه.

## حياته
خلال الحرب الغال، لقد دعم دعما حاسما قيصر في المعركة موريبيان، ووكان النصر من نصيبهم. في سنة 56 ق م وكانت مساعدته قيمة ضد فرسينجيتوريكس في 52 ق م.
رغم أنه كان من بين القادة الذين تآمروا ضد قيصر في عام 52 ق م إلا أنه وبعد وفاة كتبه في وصيته.
ولكن في 43 قبل الميلاد. وبخيانة الغالي انطوني كاميلوس تم اغتياله.
- في بريطانيا، يوجد خمسة على الاقل من الشوارع تحمل اسمه (دسيموس جونيوس بروتوس)، من بين الأسماء التي أثرت في تاريخ بريطانيا، 1997.

## وصلات متعلقة
- تدوينة عن اغتيال يوليوس قيصر التي شارك فيها جونيوس وعبارته الشهيرة لبروتس: حتى أنت يا صغير!